# Makrokylindrus inscriptus
Makrokylindrus inscriptus är en kräftdjursart som beskrevs av Jones 1971. Makrokylindrus inscriptus ingår i släktet Makrokylindrus och familjen Diastylidae. Inga underarter finns listade i Catalogue of Life.